# Ed Bradley

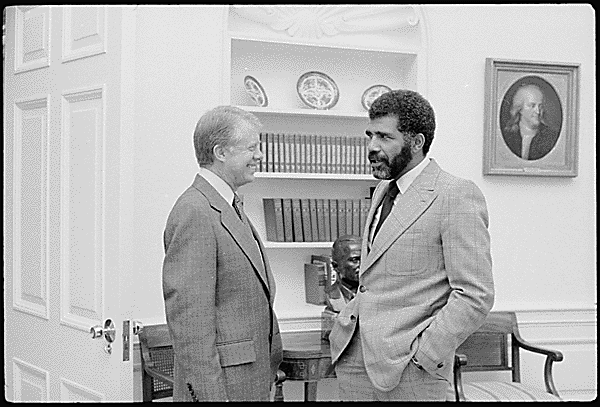
Ed Bradley und Jimmy Carter, 1978

Edward Rudolph Bradley, Jr. (* 22. Juni 1941 in Philadelphia, Pennsylvania; † 9. November 2006 in New York) war ein US-amerikanischer Journalist, der sechsundzwanzig Jahre lang für das TV-Magazin 60 Minutes tätig war. Bradley war der erste afroamerikanische Fernseh-Korrespondent für das Weiße Haus und Anchorman der Nachrichtensendung CBS Sunday Night with Ed Bradley. Seine Arbeit wurde unter anderem mit neunzehn Emmys und einem „Lifetime Achievement Award“ der National Association of Black Journalists ausgezeichnet.

## Leben
Bradley, der in seiner Kindheit den Spitznamen „Butch Bradley“ trug, war das einzige Kind eines Ehepaares aus der Arbeiterklasse. Nachdem sich seine Eltern 1943 scheiden ließen, wuchs er bei seiner Mutter Gladys auf, die zwei Jobs nachging, um über die Runden zu kommen. Sein Vater war im Automatengeschäft tätig und führte im Sommer ein Restaurant in Detroit.
Als Bradley neun Jahre alt war, meldete Gladys ihn bei der Mount Saint Charles Academy, einem katholischen Internat für Schwarze, in Woonsocket (Rhode Island) an. Später besuchte er das Cheyney State College in Cheyney (Pennsylvania), das er 1964 mit einem Diplom im Fach Pädagogik verließ. Zunächst unterrichtete er in einer sechsten Klasse der William B. Mann Elementary School in Wynnefield (Philadelphia). Nebenbei arbeitete er kostenlos (später zum Mindestlohn) bei WDAS-FM, einem Radiosender in Philadelphia, als DJ, Nachrichtensprecher und Sportkommentator.

### Karriere
Seine ersten Schritte als Nachrichtenreporter machte Bradley beim Radiosender WDAS-FM während der Unruhen in Philadelphia in den 1960er Jahren. 1967 konnte er einen Vollzeit-Job beim New Yorker Radiosender WCBS ergattern. Im Jahr 1971 zog er nach Paris. Als seine Ersparnisse zur Neige gingen, begann er als freier Mitarbeiter über die Pariser Friedenskonferenz für CBS News zu berichten. 1972 ging er nach Saigon, um vom Vietnamkrieg und dem Krieg in Kambodscha zu berichten. Außerdem wollte er eine Zeit in Phnom Penh verbringen. In Kambodscha wurde er vom Schrapnell eines Mörsers am linken Arm und am Rücken verletzt.
Im Jahr 1974 zog er nach Washington und berichtete unter anderem von Jimmy Carters Auftritten während des Präsidentschaftswahlkampfs 1976. Im Zuge dessen wurde er von CBS News zum White-House-Korrespondenten ernannt und war damit der erste schwarze TV-Korrespondent im Weißen Haus bis 1978. Er wechselte zu CBS-Reports, wo er als Chefkorrespondent bis 1981 tätig war. Im gleichen Jahr verließ Anchorman Walter Cronkite die CBS Evening News und wurde durch den 60-Minutes-Korrespondenten Dan Rather ersetzt. Die freie Stelle bei 60 Minutes wurde mit Bradley besetzt.
Im Laufe seiner 26 Jahre, die er für 60 Minutes tätig gewesen ist, hat Bradley an mehr als fünfhundert Berichten mitgewirkt. Unter anderem interviewte er Howard Stern, Laurence Olivier, Subcomandante Marcos, Timothy McVeigh, Michael Jackson, Mick Jagger, den 92-jährigen George Burns und Michael Jordan. Bradley führte das erste Fernseh-Interview mit Bob Dylan, der Interviews zwanzig Jahre lang kategorisch abgelehnt hatte.
Es gab recht ungewöhnliche Sendungen: In einer Folge spielte Bradley Blackjack mit (dem blinden) Ray Charles; in einer anderen interviewte er einen sowjetischen General in einer russischen Sauna und als er die Sängerin Lena Horne interviewte, sagte er zu ihr: „Wenn ich an der Himmelspforte stehe und gefragt werde, womit ich den Eintritt in das Paradies verdient habe, werde ich antworten: Hast du mein ,Lena Horne Interview’ gesehen?“ Bradley war für seinen eigenwilligen Stil bekannt und der erste (und bislang einzige) männliche Korrespondent, der während der 60-Minutes-Sendungen regelmäßig einen Ohrring trug.

### Privat
Bradley war mit der haitianischen Künstlerin Patricia Blanchet verheiratet, die er bei einem Museumsbesuch kennengelernt hat, in welchem sie als Museumsführerin arbeitete. Nachdem sie zehn Jahre zusammen waren, fand die Hochzeit in ihrem Haus in Woody Creek, Colorado, statt. Die Ehe blieb kinderlos.
Bradley war begeisterter Jazz-Anhänger und moderierte zehn Jahre lang (bis zu seinem Tod) den Peabody Award im Lincoln Center. Als großer Fan der Neville Brothers stand er gelegentlich sogar mit ihnen gemeinsam auf der Bühne und galt als „fünfter Neville Brother“.
Bradley war ein langjähriger Freund von Jimmy Buffett. Auch mit diesem trat er öfter, und zwar unter dem Pseudonym „Teddy“, auf der Bühne auf. Aufgrund begrenzter musikalischer Fähigkeiten und seines kleinen Repertoires sang er normalerweise nur in dem Klassiker „Sixty Minute Man“ von Billy Ward & the Dominoes mit.
Im Beisein von Buffett starb Bradley am 9. November 2006 im Alter von 65 Jahren im Mount Sinai Hospital in Manhattan an Leukämie.
Bradley, der zwanzig Jahre lang Inhaber einer Dauerkarte der New York Knicks war, wurde am 13. November 2006 vor dem Spiel gegen Cleveland mit einer Schweigeminute geehrt. Am Sonntag nach Bradleys Tod gedachte Wynton Marsalis seines Freundes mit einem Trompeten-Solo am Ende von 60 Minutes. Im April 2007 wurde Bradley zu Ehren eine traditionelle Jazz-Begräbnisprozession beim New Orleans Jazz Fest abgehalten.

## Auszeichnungen
- 19 Emmys[10]
- „George Polk Award“, 1979.[11]
- „Robert F. Kennedy Journalism Award“, 1996.[12]
- Peabody Award für seinen Bericht „Death By Denial“, über AIDS in Afrika, 2000.[13]
- „Paul White Award“ der Radio-Television News Directors Association, 2000.[14]
- „Lifetime Achievement Award“ der „National Association of Black Journalists“, 2005.[6]
- Peabody Award, für seinen Bericht zum „Duke University rape“, postum 2007.[15]